# 真鍋一史
真鍋 一史（まなべ かずふみ、1942年11月14日 - ）は、日本の社会学者。元青山学院大学教授、関西学院大学名誉教授。

## 来歴
香川県高松市丸亀町出身。1967年慶應義塾大学法学部卒、1971年同大学院法学研究科政治学博士課程満期退学、同年関西学院大学社会学部助手、1972年専任講師、1975年助教授、1981年教授。1984年「世論とマス・コミュニケーション その理論と調査」で慶大法学博士。2009年関西学院大を退職、名誉教授、元青山学院大学地球社会共生学部教授。
1990年『広告の社会学』で日本広告学会賞受賞。

## 著書
- 『世論とマス・コミュニケーション その理論と調査』慶応通信 関西学院大学研究叢書 1983
- 『世論の研究 内容分析と質問紙調査による接近』慶応通信 1985
- 『広告の社会学』日経広告研究所 1990
- 『社会・世論調査のデータ解析』慶応通信 1993
- 『国際イメージと広告 国際広告・国際イメージ・文化的ナショナリズム』日経広告研究所 1998
- 『国際比較調査の方法と解析』慶應義塾大学出版会 2003

### 共著・編著
- 『メディアの現在形』香内三郎、広瀬英彦,安川一,林利隆,花田達朗,小玉美意子,山本武利,吉見俊哉,田村穣生,古賀豊共著 新曜社 1993
- 『広告の文化論 その知的関心への誘い』編著 日経広告研究所 2006

## 論文
- <真鍋一史